# كنار رشكي (مقاطعة فارياب)
كنار رشكي (بالفارسية: کنار رشکی) هي قرية تقع في البلدة المركزية في إيران. يقدر عدد سكانها بـ 292 نسمة .